# Општина Топлица (Хунедоара)
Топлица (рум. Topliţa) општина је у Румунији у округу Хунедоара.
Oпштина се налази на надморској висини од 356 m.